# Emmelshausen
Emmelshausen est une municipalité et chef-lieu du Verbandsgemeinde Emmelshausen, dans l'arrondissement de Rhin-Hunsrück, en Rhénanie-Palatinat, dans l'ouest de l'Allemagne. La localité se situe à 6 km du Rhin au sud de Boppard et de Coblence et à l'ouest de Sankt Goar.

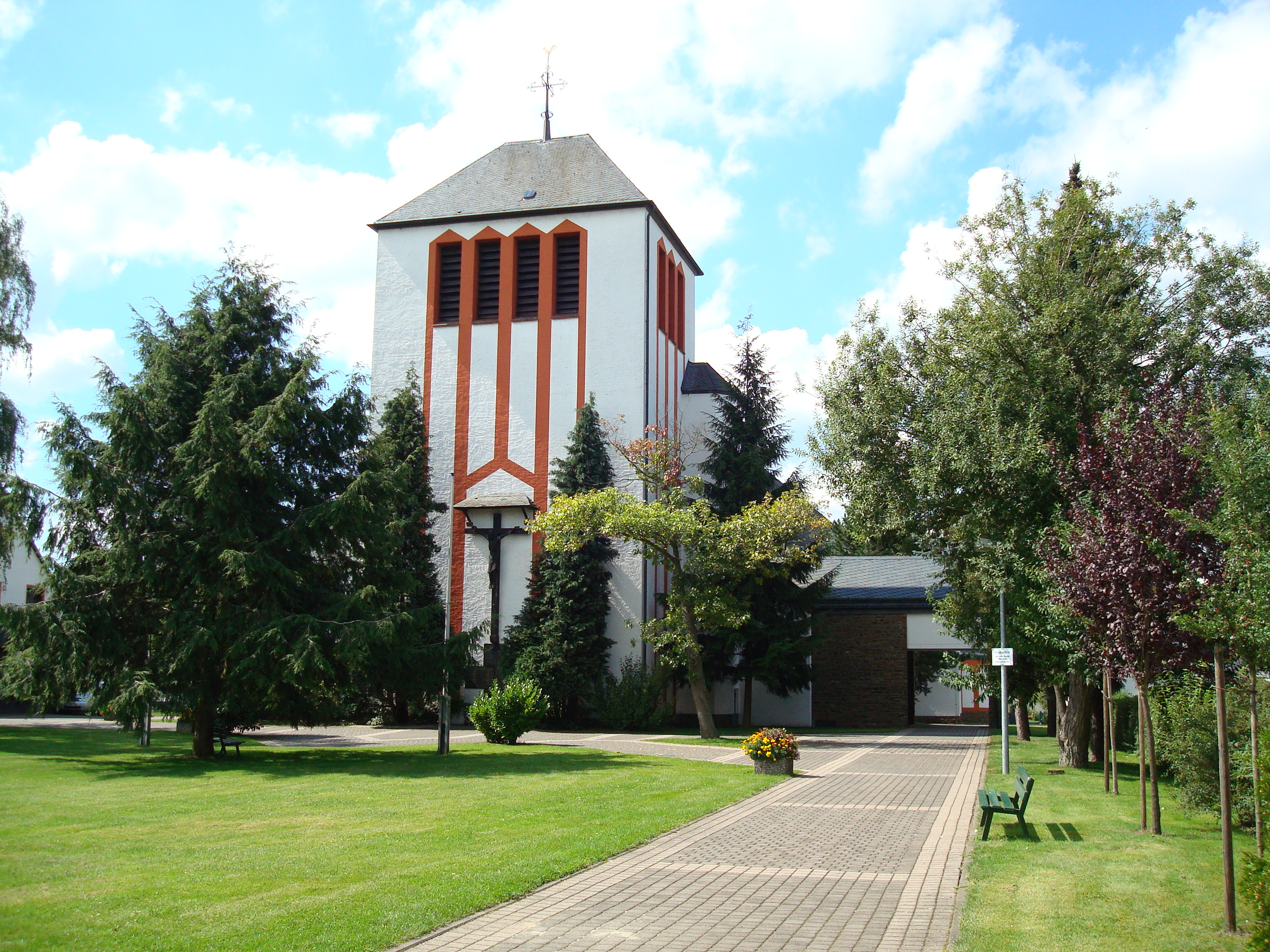
Église Sainte-Hildegarde.

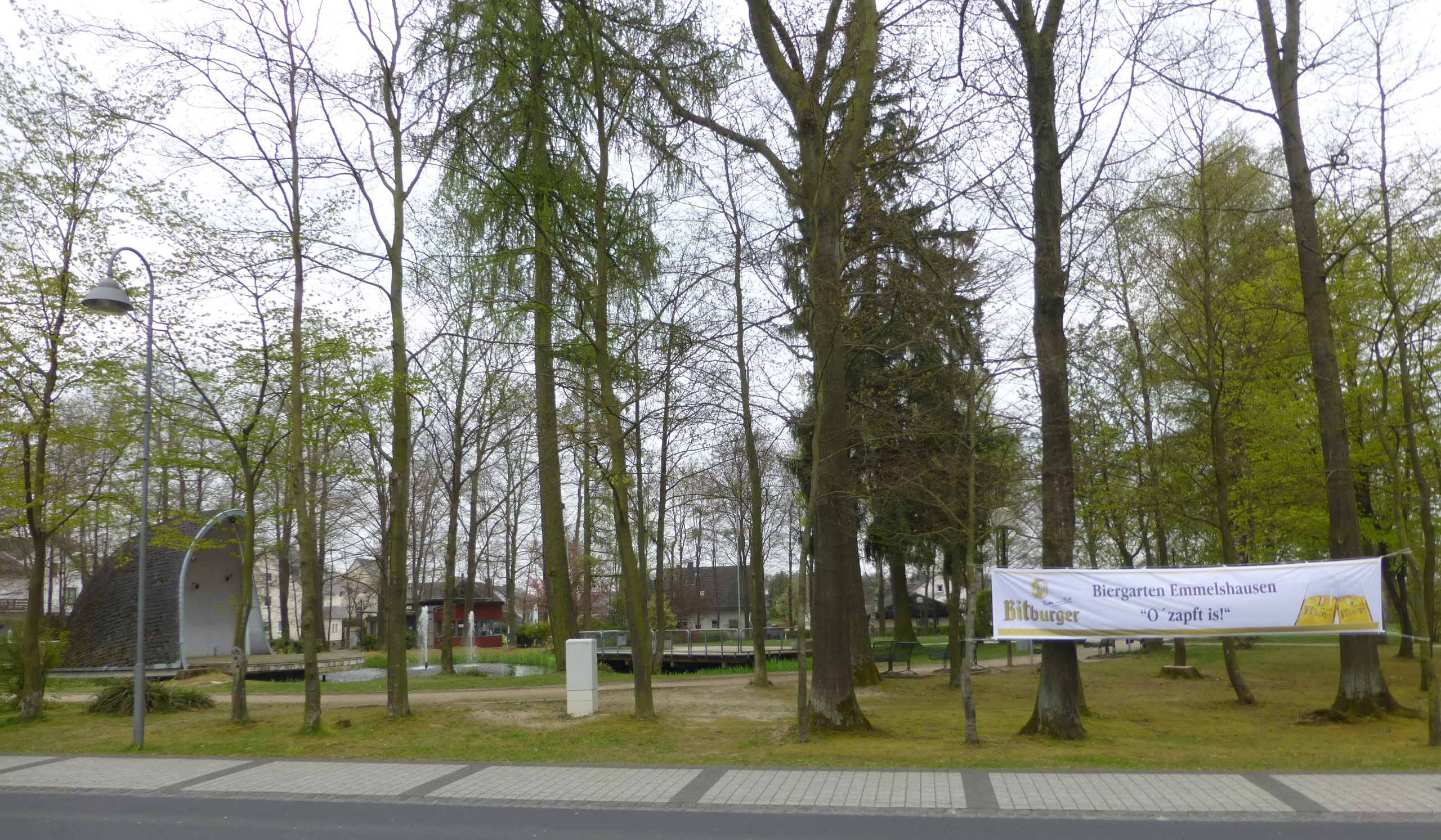
Le parc et son kiosque sphérique.

## Jumelages
- Luzy (France)